# Prandium
Prandium ist ein Wort aus dem Lateinischen und bezeichnete bei den Römern ein zweites Frühstück, das gegen 12 Uhr mittags unserer Zeit eingenommen wurde. 
Gegessen wurden dabei meist kalte Speisen wie Käse, Feigen, Oliven und Nüsse sowie Gemüse, Eier, Pilze und Früchte oder aufgewärmte Reste von der Cena (der Hauptmahlzeit am späteren Nachmittag) vom Vortag, wie Pökelfleisch, Schinken oder Schweinskopf. Danach (Post prandium) schloss sich meist die Mittagsruhe oder, sehr beliebt, der Besuch eines Bades an. 
Bei Benedikt von Nursia wurde das Prandium als Zeit für die Hauptmahlzeit der Mönche bestimmt. Über die Klöster fand das Wort ab dem Mittelalter auch Verbreitung in der deutschen Sprache. 
Dazu sind uns auch einige heute noch geläufige Sprichwörter überliefert: Post prandium stabis („nach dem Essen sollst Du stehen“), Post prandium pausa („nach dem Essen sollst Du ruhen“).
Vergleiche auch: Esskultur im Römischen Reich